# 大围子猪
大围子猪是一个中国地方猪品种。
大围子猪原产于湖南省长沙市的大托铺和南托一带（历史上通称为“大围子”）。
大围子猪毛色为灰黑色，四肢下端为白色（俗称 “四脚踏雪” 或 “寸子花”）。
1986年，大围子猪被收录到《中国猪品种志》。